# Parryella
Parryella, monotipski rod mahunarki iz tribusa Amorpheae, dio potporodice Faboideae. Jedina vrsta je P. filifolia, grm koji raste na području Four Cornersa (Arizona, Utah, Colorado, Novi Meksiko).
P. filifolia je korisni grm iz čijih se stabljika izrađuju metle i košare, koristi se i u medicini, te za izradu insekticida. Značajna je i za kontrolu erozije.